# 休倫特設鎮區 (密歇根州)
休倫特設鎮區（英語：Huron Charter Township）是位於美國密歇根州韋恩縣的一個特設鎮區。

## 地方資料
休倫特設鎮區的面積為92.80平方千米，當中陸地面積為91.56平方千米，而水域面積為1.24平方千米。根據2020年美國人口普查的數據，當地共有人口16944人，而人口密度為每平方千米182.59人。